# 仙台市立通町小学校
仙台市立通町小学校（せんだいしりつ とおりちょうしょうがっこう）は、宮城県仙台市青葉区通町一丁目にある公立小学校である。2021年の児童数は376人、15学級、教職員28人。

## 概要
仙台市青葉区の旧市街地北部にある通町に通町小学校がある。
各学年毎にお店を出店する「青葉集会」という学校行事が存在する。

## 沿革
- 1888年（明治21年）9月5日 - 私立通町小学校として開校[2]。
- 1919年（大正8年） - 現在地に移転[2]。
- 1947年（昭和22年）4月1日 - 学制改革（新学制）により、仙台市立通町小学校に改称[2]。
- 1953年（昭和28年）- 言語障害児のための「ことばの教室」を設置[3][2]。
- 1954年（昭和29年）4月1日 - 仙台市立国見小学校が分離開校[2]。
- 1957年（昭和32年）4月1日 - 仙台市立荒巻小学校が分離開校[2]。
- 1958年（昭和33年）- 「ことばの教室」が全国初の言語障害特殊学級として認可される[3][2]。
- 1959年（昭和34年）4月1日 - 仙台市立台原小学校が分離開校[2]。
- 1988年（昭和63年） - PTA・同窓会を中心に開校100周年記念事業を実施し、開校100周年記念式典挙行し、祝賀会を開催した[2]。
- 2007年（平成19年） - 校舎改築[2]。

## 学区
出典
- 青葉町（1～12番、14番、15番）
- 柏木1丁目（1番の一部、2番、3番、4番、5番の一部、6～9番）
- 柏木2丁目（5番の一部）
- 柏木3丁目（11番、2番の一部）
- 北山1丁目（1～19番）
- 木町（全域）
- 昭和町（4番、5番）
- 堤通雨宮町（2番の一部、3番、4番、11番、12番）
- 通町1丁目（全域）
- 通町2丁目（全域）
- 新坂町（1～3番、4番、12番の一部、13～18番）

## 卒業後
出典
- 第二中学校 - 下記三条中学校と上杉山中学校の通学区域を除く地域から通う児童の主な進学先
- 三条中学校 - 青葉町・柏木2丁目（5番の一部）・通町1丁目・通町2丁目（1番、2番、10～15番）・北山1丁目・木町・新坂町から通う児童の主な進学先
- 上杉山中学校 - 昭和町・堤通雨宮町から通う児童の主な進学先

## 周辺
- 通町児童館 - 本校との複合施設（同一建物内）
- 金玖院 - 敷地が隣接
- 玄光庵 - 金玖院に隣接
- 学校法人仙台みどり学園幼保連携型認定こども園みどりの森 - 仙台市道をはさんで敷地が隣接、かつ進学前こども園のひとつ。
- 宮城県道264号大衡仙台線
- 西友木町店

## アクセス
- 仙台市営バス・宮城交通で、
  - 「通町二丁目」バス停から、徒歩約425m・約7分。
  - 「木町東」バス停から、徒歩約440m・約7分。
- JR東日本仙山線・仙台市地下鉄南北線（南1出口）北仙台駅から、徒歩約1.1km・約17分。